# 洪達卜
洪達卜是伊朗的城市，位於該國西北部，由中央省負責管轄，處於首都德黑蘭西南235公里，距離首府阿拉克55公里，海拔高度1,674米，2006年人口6,982。